# 至近
| ウィキペディアには「至近」という見出しの百科事典記事はありません（タイトルに「至近」を含むページの一覧/「至近」で始まるページの一覧）。 代わりにウィクショナリーのページ「至近」が役に立つかもしれません。 |